# Ditlev Martens
Hans Ditlev Christian Martens (født 26. juli 1795 i Kiel, død 1864 sammesteds), var en dansk-tysk maler.

## Liv og kunst
Martens blev uddannet som malersvend i Kiel; gik derefter på Kunstakademiet København som elev af C.W. Eckersberg, og modtog en kort tid undervisning hos Karl Friedrich Schinkel i Berlin 1825. Fra Frederik VI modtog han en månedlig støtte på 20 rigsdaler 1820-24, fra Fonden ad usus publicos 1825, 1828, 1832 og fra kongens chatolkasse 240 rigsdaler årligt 1825-27.
Ditlev Martens ankom den 31. december 1825 til Rom uden midler. Her opsøgte han straks Bertel Thorvaldsen, som tog sig af ham. Kort tid efter påbegyndte han en skitse af det indre af Thorvaldsens atelier, et arbejde, der dokumenterede det pavelige besøg hos Thorvaldsen. Han tegnede og malede flittigt, især interiører fra Roms kirker og klostre, men også veduter, der har inspiration fra  hans læremeter C.W. Eckersbergs tid i Rom. Thorvaldsen købte flere af disse arbejder for at støtte ham.
Under sit ophold i Hamborg fra 1837 til 1842 modtog Martens mange bestillinger og blev en velstående mand. Hans hjem blev ødelagt under byens brand i 1842, og kort tid efter rejste han sandsynligvis til København. Her knyttede han sig til portrætmaleren N.P. Holbech, som han kendte fra Rom. Martens var i nogle år beskæftiget med at dekorere Holbechs bolig i Kronprinsessegade. Hans produktion fra årene i København er sparsom. Han blev betragtet som en original og kaldtes i folkemunde "den gale maler". I København blev han optaget af forskellige projekter, bl.a. byens udvidelse og forskønnelse samt Marmorkirkens fuldførelse. Han forlod byen i fattigdom og døde i sin fødeby Kiel 1864. Martens' speciale var arkitekturmaleriet, hans veduter kendetegnes af præcise gengivelser i perspektivet, der ofte dominerer over de maleriske kvaliteter.

## Eftermæle
Martens er blandt andet omtalt i baronesse Ursula Dahlerups erindringer. Hun var datter af N.P. Holbech, og Martens hjalp hende med at lære at tegne. I sine erindringer har hun omtalt Martens som betænksom og venlig, men også som flamboyant og forfængelig:
| Citat | Han bar selv sidste Hamburgermode: sort Dragt, Kjole eller Frakke, Kniplingsmanchetter og Kniplings Kalvekryds, og deri var stukket en stor Brilliantbrystnaal, - blaa Atlaskesvest med sorte Fløjlsblomster indvævet, - Blanklædersko med Sølvspænder - sort Cylinderhat og et broget Silkelommetørklæde, som hang ud af lommen. | Citat |
|       | |       |

## Ekstern henvisning og kilde
- Ditlev Martens på Kunstindeks Danmark/Weilbachs Kunstnerleksikon